# James McMahon Graham

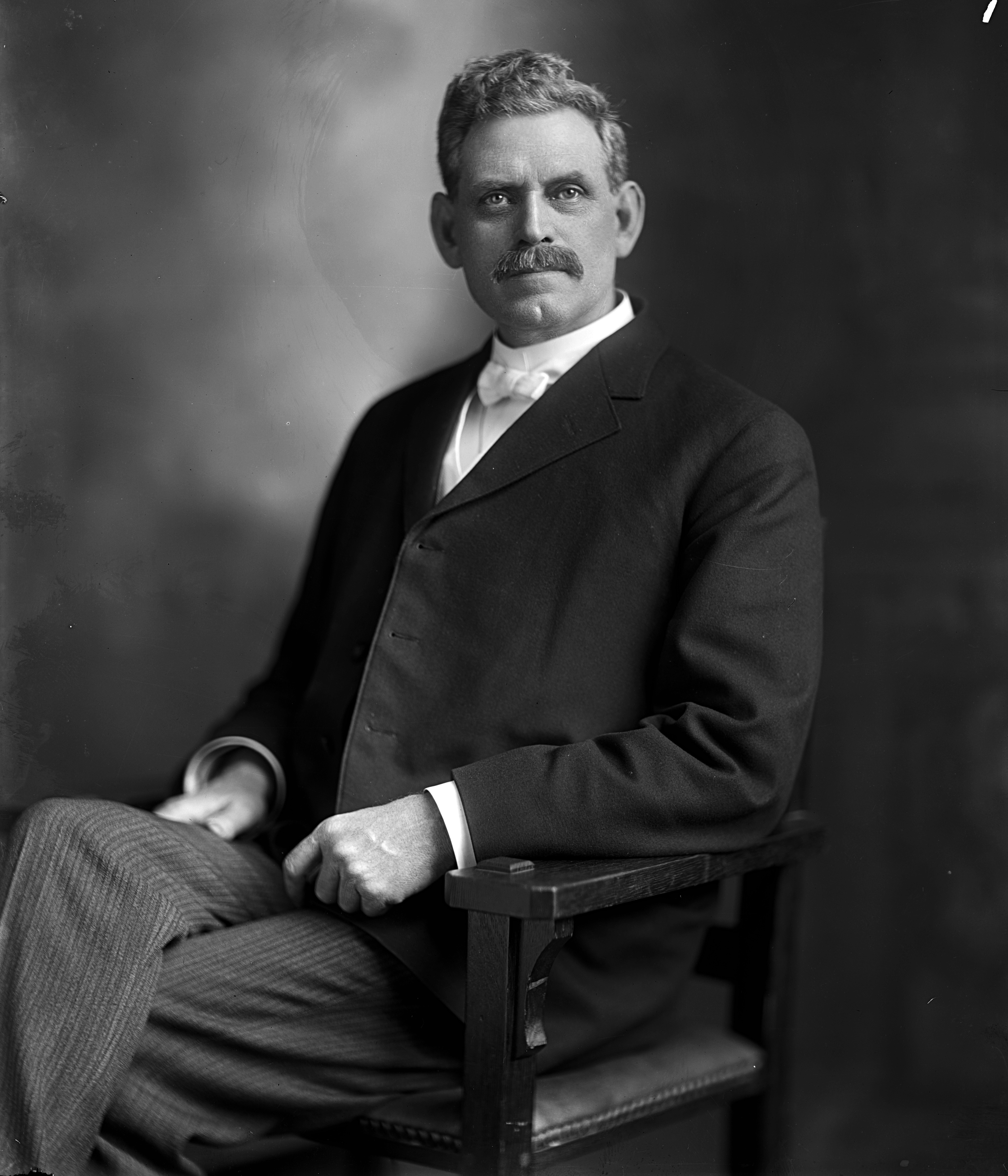
James McMahon Graham

James McMahon Graham (* 14. April 1852 in Castleblayney, County Monaghan, Irland; † 23. Oktober 1945 in Springfield, Illinois) war ein US-amerikanischer Politiker. Zwischen 1909 und 1915 vertrat er den Bundesstaat Illinois im US-Repräsentantenhaus.

## Werdegang
Im Jahr 1868 kam James Graham aus seiner irischen Heimat in das Sangamon County in Illinois. Später studierte er an der University of Illinois in Urbana und an der Valparaiso University in Indiana unter anderem Jura. Danach arbeitete er als Lehrer und als Rechtsanwalt. Gleichzeitig schlug er als Mitglied der Demokratischen Partei eine politische Laufbahn ein. In den Jahren 1885 und 1886 saß er als Abgeordneter im Repräsentantenhaus von Illinois. Zwischen 1892 und 1896 war er Bezirksstaatsanwalt im Sangamon County. Außerdem gehörte er von 1891 bis 1894 dem Bildungsausschuss der Stadt Springfield an.
Bei den Kongresswahlen des Jahres 1908 wurde Graham im 21. Wahlbezirk von Illinois in das US-Repräsentantenhaus in Washington, D.C. gewählt, wo er am 4. März 1909 die Nachfolge von Ben F. Caldwell antrat. Nach zwei Wiederwahlen konnte er bis zum 3. März 1915 drei Legislaturperioden im Kongress absolvieren. Seit 1911 leitete er den Ausschuss zur Kontrolle der Ausgaben des Innenministeriums. Während seiner Zeit im Kongress wurden im Jahr 1913 der 16. und der 17. Verfassungszusatz ratifiziert. Im Jahr 1914 wurde er nicht wiedergewählt.
Zwischen 1916 und 1928 gehörte James Graham einer nationalen Kommission zur Vereinheitlichung der Gesetze der Einzelstaaten an. Von 1936 bis 1945 war er Mitglied im Vorstand der Lincoln Library. Er starb am 23. Oktober 1945 in Springfield.